# Ziva
Pour le personnage de la série NCIS : Enquêtes spéciales, voir Ziva David.
Ziva ou Živa (prononcé « Jiva ») est une ourse slovène introduite dans les Pyrénées, sur la commune de Melles, le 19 mai 1996.

## Histoire
Son nom lui a été attribué par l'équipe de capture en Slovénie, en référence au nom du programme européen qui finançait l'opération : Life (« Vie » en anglais). Živa signifie « Vivante » en slovène.
À son arrivée en France, cette ourse de 7 ans pesait 104 kg.
Arrivée gestante, elle a donné naissance à deux oursons en 1997, Néré et Kouki. 
Cette ourse discrète n'a plus été repérée depuis 2008.

## Généalogie
|                     |                     |                     |                     |                      |                     |  |  |                |                |                |                | Ziva (? - ?)   |                |  |  |                 |                 |                 |                 |                 |                 |
|                     |                     |                     |                     |                      |                     |  |  |                |                |                |                |                |                |  |  |                 |                 |                 |                 |                 |                 |
|                     |                     |                     |                     |                      |                     |  |  |                |                |                |                |                |                |  |  |                 |                 |                 |                 |                 |                 |
| Cannelle (? - 2004) | Cannelle (? - 2004) | Cannelle (? - 2004) | Cannelle (? - 2004) | Cannelle (? - 2004)  | Cannelle (? - 2004) |  |  | Néré (1997 - ) | Néré (1997 - ) | Néré (1997 - ) | Néré (1997 - ) | Néré (1997 - ) | Néré (1997 - ) |  |  | Kouki (1997 - ) | Kouki (1997 - ) | Kouki (1997 - ) | Kouki (1997 - ) | Kouki (1997 - ) | Kouki (1997 - ) |
| Cannelle (? - 2004) | Cannelle (? - 2004) | Cannelle (? - 2004) | Cannelle (? - 2004) | Cannelle (? - 2004)  | Cannelle (? - 2004) |  |  | Néré (1997 - ) | Néré (1997 - ) | Néré (1997 - ) | Néré (1997 - ) | Néré (1997 - ) | Néré (1997 - ) |  |  | Kouki (1997 - ) | Kouki (1997 - ) | Kouki (1997 - ) | Kouki (1997 - ) | Kouki (1997 - ) | Kouki (1997 - ) |
|                     |                     |                     |                     |                      |                     |  |  |                |                |                |                |                |                |  |  |                 |                 |                 |                 |                 |                 |
|                     |                     |                     |                     | Cannellito (2004 - ) |                     |  |  |                |                |                |                |                |                |  |  |                 |                 |                 |                 |                 |                 |